# 孔科耳狄亚

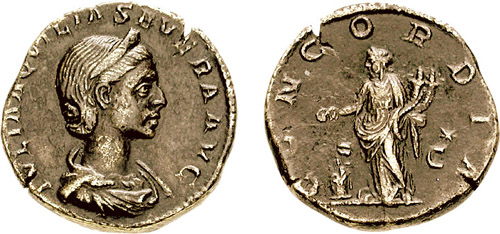
孔科耳狄亚（右），手持豐裕之角和圓盤

孔科耳狄亚（拉丁語：Concordia，又译作康考迪亚）是罗马神话中掌管和谐、和睦、和国家协调与安定的女神。她的存在是为了体现罗马国民和谐和睦的精神。在希腊神话中对应的神祇为哈耳摩尼亚。
在造型艺术中，通常她的形象是一个成年妇女，左手执丰裕之角，右手持橄榄枝（有时执茶杯）。她在罗马城内的第一座神庙，初建于公元前4世纪。为了纪念这位女神，在每年的1月和3月都有举行祭祀孔科耳狄亚的活动。
现代英语中的Con-cord（和谐、一致、调和、协调）就是源自于这位女神。
1860年3月24日被人类发现的第58颗小行星—协神星正是以她的名字命名。